# Ungava-Halsbandlemming

Verbreitung des Ungava-Halsbandlemmings.

Der Ungava-Halsbandlemming (Dicrostonyx hudsonius) ist ein Nagetier in der Unterfamilie der Wühlmäuse, das im Nordosten Kanadas vorkommt.

## Merkmale
| 1 | · | 0 | · | 0 | · | 3 | = 16 |

Die Art erreicht eine Gesamtlänge von 13,5 bis 16,7 cm, inklusive eines 1,3 bis 2,0 cm kurzen Stummelschwanzes. Der Ungava-Halsbandlemming hat 20 bis 24 mm lange Hinterfüße sowie etwa 9 mm lange Ohren. Das Gewicht variiert zwischen 55 und 112 g. Im Sommer ist das Fell der Oberseite überwiegend gesprenkelt graubraun gefärbt mit Ausnahme eines dunklen Aalstrichs. Eine schmale orangegelbe Linie bildet die Grenze zur hellgrauen bis hellbraunen Unterseite. Der Name Halsbandlemming bezieht sich auf ein helleres Band um den Hals, das bei vielen erwachsenen Exemplaren vorkommt. Auf den Wangen ist das Sommerfell mehr gelbbraun bis rotbraun. Weitere Kennzeichen sind helle orangerote Flecken neben den Augen sowie auf der Kehle. Der Fleck auf der Kehle kann in einen orangeroten Streifen bis zur Bauchmitte übergehen. Der Schwanz ist in eine dunkle Oberseite und eine helle Unterseite unterteilt. An seiner Spitze kommt eine kleine Quaste aus steifen weißen Haaren vor.
Beim Fellwechsel im Herbst werden die Haare der Oberseite weiß. Sie sind an der Basis grau, was sich in einer hellgrauen Schattierung widerspiegelt. Zusätzlich erhalten die dritte und die vierte Zehe der Vorderpfoten dicke Ballen sowie breite Krallen. Damit kann der Lemming besser im harten Schnee graben.

## Verbreitung
Der Ungava-Halsbandlemming lebt in Kanada auf der Ungava-Halbinsel sowie in angrenzenden Gebieten der Provinzen Labrador und Québec. Er kommt auch auf verschiedenen Inseln vor, die zum Territorium Nunavut zählen, z. B. auf den Belcherinseln. Das Verbreitungsgebiet erreicht an manchen Stellen 1000 Meter Höhe. Der vorherrschende Vegetationstyp ist Tundra.
Das Verbreitungsgebiet deckt sich nicht mit dem Lebensraum des Nördlichen Halsbandlemmings (Dicrostonyx groenlandicus).

## Lebensweise
Dieser Lemming gräbt unterirdische Baue im Boden oder im Schnee. Oft liegen die Baue verschiedener Exemplare dicht beieinander, was als Kolonie aufgefasst werden kann. Im Sommer besteht der Bau aus einem Gang, der selten länger als 1 Meter ist, aus einer Kammer, die mit trockenen Pflanzenteilen gepolstert wird, sowie aus ein oder zwei Ausgängen. Im Winter werden meist verzweigte Tunnelsysteme erschaffen. Oft hat ein Individuum mehrere Baue im Revier.
Der Ungava-Halsbandlemming kann tags und nachts aktiv sein. Er hält keinen Winterschlaf. Die Nahrung besteht in der warmen Jahreszeit aus Beeren, Gras und Kräutern während im Winter trockene Halme, junge Triebe und Rinde gefressen werden.
Bei Weibchen kommen zwischen März und September bis zu drei Würfe vor. Nach einer Trächtigkeit von 22 bis 24 Tagen werden bis zu sieben Jungtiere geboren, meist vier oder fünf. Die Geschlechtsreife tritt bei Weibchen nach einem Monat ein und bei Männchen einen halben Monat später.
Die Art hat viele Fressfeinde wie Eulen, Falkenartige, Möwen, Marder, Polarfüchse und Wölfe. Wie bei anderen Lemmingen schwankt der Bestand im Laufe der Jahre. Alle zwei bis fünf Jahre ist die Population am größten.

## Status
Für den Ungava-Halsbandlemming liegen keine nennenswerten Bedrohungen vor. Er wird von der IUCN als nicht gefährdet (Least Concern) gelistet.